# Кипрская Стромынская икона Божией Матери
Кипрская (Стромынская) икона Божией Матери (Стромынский список Кипрской иконы Пресвятой Богородицы) —  одна из великих святынь Подмосковья, чудотворная икона, находящаяся в Успенском храме села Стромынь. Празднование в честь иконы совершается 9 (22) июля и переходящее празднование в первую Неделю Великого поста (Торжество православия).

## История
О происхождении иконы ничего не известно. По преданию, икона была передана преподобным Сергием Радонежским в благословение своему ученику преподобному Савве Стромынскому, второму игумену Стромынского монастыря Богородского уезда Московской губернии. В 1764 году Стромынская обитель была упразднена.
После этого, согласно церковным описям, в 1783 году она значилась в деревянной Николаевской церкви села Стромынь, а в 1823 году ― на горнем месте в Сергиевском приделе этой церкви. Когда в 1829 году Николаевская церковь была разобрана, тогда Кипрская икона Божией Матери была поставлена на паперти новоустроенной каменной церкви в честь Успения Богородицы над входными дверями.

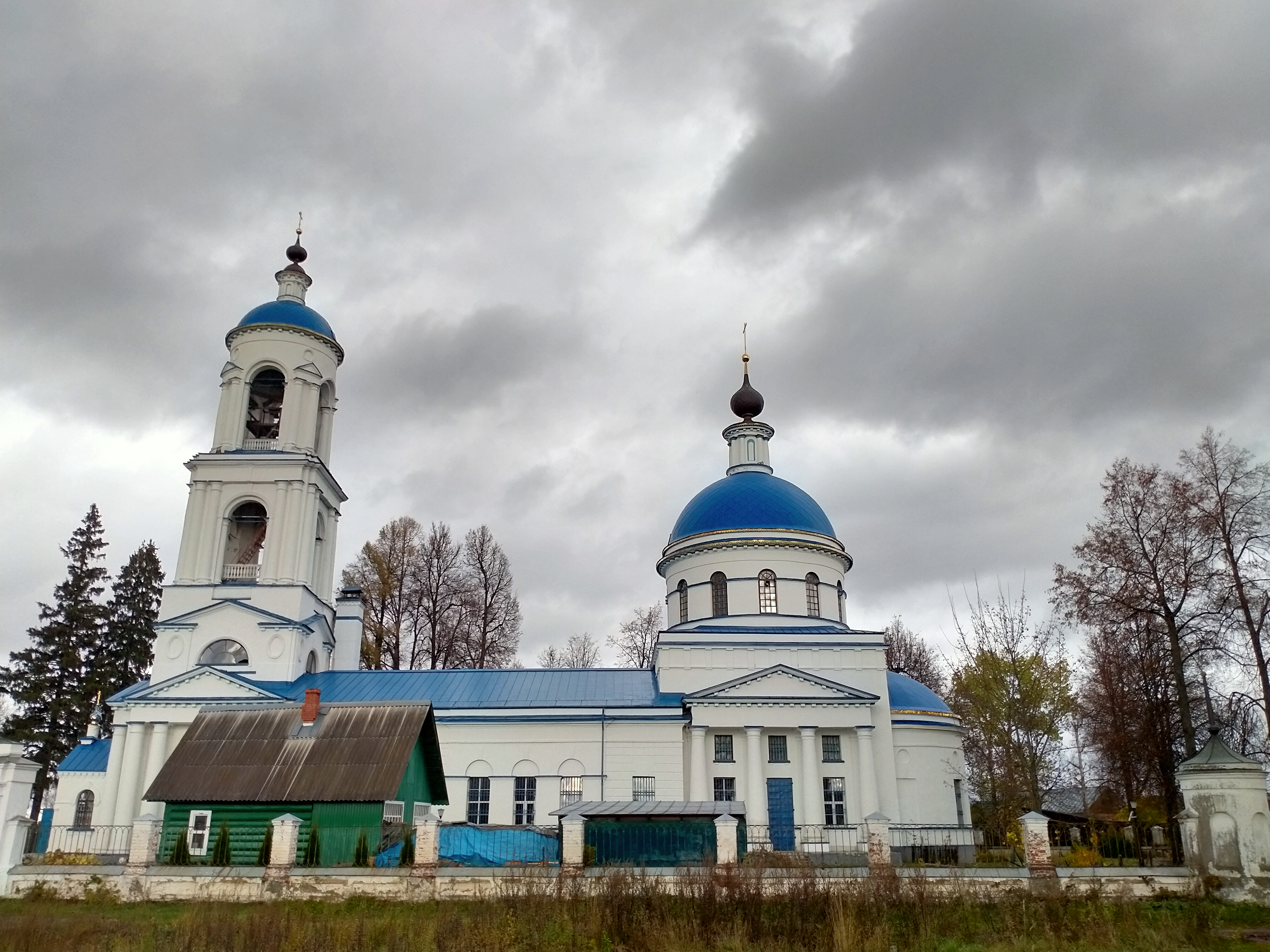
Храм Успения в селе Стромынь

Долгое время икона была местночтимой, но в 1841 году после исцеления от смертельной болезни 18-летней девушки Марфы, дочери одного из селян Стромыни, была прославлена и внесена в общецерковное почитание. Во время хрущёвских гонений на Церковь в 1961 году Успенская церковь была закрыта, но жители сохранили чудотворный образ, и в настоящее время он вновь пребывает в Успенском храме села Стромынь.

## Иконографическая композиция
На Кипрской иконе Божией Матери изображены Богоматерь, которая восседает на престоле, на руках она держит Младенца Христа. Младенец находится справа от Девы и благословляет всех правой рукой. Слева и справа от них изображены два ангела.